# Professor Claudio
Claudio Maximiliano Branchieri, também conhecido como Professor Claudio (Caxias do Sul, 30 de dezembro de 1970), é um político brasileiro filiado ao Podemos (PODE).

## Biografia e formação acadêmica
Branchieri nasceu em Caxias do Sul e graduou-se em Economia pela Universidade de Caxias do Sul (UCS). Obteve o título de mestre em Economia pela Universidade Federal do Rio Grande do Sul (UFRGS).

## Carreira profissional
Antes de ingressar na política, atuou como professor do Departamento de Economia da UCS por 18 anos. Também trabalhou como consultor empresarial. Em entrevista, afirmou que sua carreira foi marcada pela defesa da liberdade econômica, princípio que levou para a vida pública.

## Carreira política

### Eleição para deputado estadual
Nas eleições de 2022, foi eleito deputado estadual pelo Podemos com 33.709 votos, compondo a 56.ª legislatura. Formou dobradinha com Mauricio Marcon, eleito deputado federal pelo mesmo partido.

### Atuação parlamentar

#### Comissão Especial Parceria Mercosul–União Europeia
Em 2025, propôs e presidiu a Comissão Especial Parceria Mercosul–União Europeia na AL-RS, com objetivo de avaliar os impactos do acordo comercial no setor produtivo gaúcho.

#### Projetos de lei

##### PL 476/2023 – Comitê de Análise de Projetos Prioritários
Cria o Comitê de Análise de Projetos Prioritários (CAPPLA), voltado à priorização de projetos de licenciamento ambiental com potencial de impacto positivo na economia estadual.

##### PL 477/2023 – Programa de Apoio ao Início das Operações
Institui programa que permite a compensação de até 15% do ICMS devido por empresas licenciadas, com base nos custos de licenciamento ambiental, visando incentivo ao início de operações de novos empreendimentos.

##### Projeto sobre atividades pedagógicas de gênero
Apresentou projeto permitindo que pais e responsáveis possam vetar a participação de menores de 16 anos em atividades pedagógicas de gênero nas escolas públicas e privadas.